# Akalla (Stockholm)
Ne doit pas être confondu avec Akalla (métro de Stockholm).

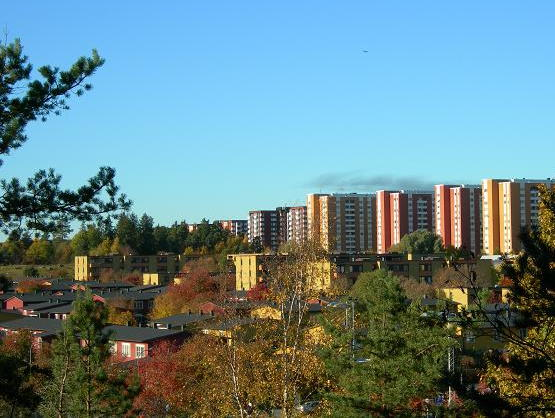
Akalla.

Akalla est un quartier (suédois : stadsdel) situé dans l'arrondissement de Järva, à Stockholm, en Suède.

## Géographie
Banlieue de Stockholm, Akalla est construite à proximité — et porte le nom — d'une ancienne ferme du XVIIe siècle.
Les noms de rue à Akalla sont liés à la Finlande. La rue principale, piétonnière, est Sibeliusgången, nommée en l'honneur du compositeur finlandais Jean Sibelius.

## Histoire
Akalla est mentionné pour la première fois en 1323 sous le nom d'Akarli, qui désigne alors un village. Le nom contient un fsv. *akærli, transformé en une désignation autochtone *åkarlar « ceux qui vivent au bord de la rivière ». La rivière à laquelle il est fait référence est l'Igelbäcken, qui traverse la région. Cependant, les établissements humains remontent à plus loin et il existe un site archéologique avec des tumulus.
Par décision du Riksdag en 1905, l'État a décidé d'utiliser l'ensemble du Järvafältet, dont Akalla fait partie, comme zone d'entraînement pour l'armée. Jusqu'en 1948, la zone faisait partie de la municipalité rurale de Spånga. En 1949, elle a été intégrée à la ville de Stockholm en tant que district de Järvafältet. Après la vente du terrain à la ville en 1965, la zone a commencé à être développée en tant que zone résidentielle et industrielle. Le nouveau quartier, appelé Akalla gård jusqu'en 1980, a été construit comme l'une des dernières parties du programme Million dans les années 1970. La zone faisait partie de Järvastaden Nord, en réaction à l'échec perçu de Järvastaden Sud, avec Tensta en son centre, construit dans les années 1960. Le district a été formé en 1971 à partir du district de Järvafältet.
L'Akalla moderne, avec ses immeubles d'appartements en béton, ainsi que ses petites maisons, est construit au milieu des années 1970 dans le cadre du programme du million.

## Population
En 2018, Akalla comptait une population d'environ 9 100 habitants dont les immigrants, principalement en provenance d'Asie et d'Afrique, représentent 60,4 % de la population.

## Transports
Akalla est situé sur la ligne bleue du métro.